# Straton von Argos
Straton von Argos (altgriechisch Στράτων) war ein griechischer Bildhauer der Antike. Er stammte aus Argos und war der Sohn des Bildhauers Xenophilos, mit dem er meist zusammen erwähnt wird.
Nach Pausanias waren Straton und sein Vater Xenophilos die Künstler der Kultstatuengruppe des Asklepiosheiligtums von Argos. Sie bestand aus der sitzenden Marmorstatue des Asklepios und einer stehenden Marmorstatue der Hygieia. In dem Heiligtum soll es auch Statuen für die beiden Künstler selbst gegeben haben. Xenophilos und Straton werden in mehreren Inschriften aus Argos, Kleonai, Epidauros, Sikyon und Delphi erwähnt. 
Anhand der Schriftart der Inschriften und der Weihenden, die in den Inschriften zum Teil erwähnt werden, lässt sich die Schaffenszeit von Xenophilos und Straton etwa zwischen 130 v. Chr. und 80 v. Chr. datieren. Aus den Inschriften geht hervor, dass Straton der Sohn des Xenophilos war.